# Серебряный Бор (Саратовская область)
Серебряный Бор — посёлок Ровенского района Саратовской области, в составе сельского поселения «Привольненское муниципальное образование».

## География
Расположен на левом берегу Волгоградского водохранилища, в 4 км южнее села Привольное.

## История
Указом Президиума Верховного совета РСФСР от 19 октября 1984 года посёлок Госплодопитомник переименован в посёлок Серебряный Бор.

## Население
Динамика численности населения
| 1987 | 2002 |
| ---- | ---- |
| ≈140 | 209  |

| 2002 | 2010 |
| ---- | ---- |
| 208  | ↘171 |